# Morti il 26 ottobre
| Questa pagina contiene informazioni ricavate automaticamente dalle voci biografiche con l'ausilio del template Bio e di un bot. L'aggiornamento è periodico e automatico e ricostruisce completamente la pagina. Se manca una persona in questa lista, sei pregato di non aggiungerla, ma accertati piuttosto che la sua voce biografica contenga il template Bio e che i dati anagrafici siano correttamente compilati. Se il template Bio manca, inseriscilo tu stesso o, in alternativa, metti l'avviso {{tmp\|Bio}} che ne segnala la mancanza. Se i dati riportati sono sbagliati, correggi direttamente la voce biografica; le modifiche saranno visibili in questa lista entro pochi giorni. Per chiarimenti vedi il progetto biografie. La lista contiene solo le 497 persone che sono citate nell'enciclopedia e per le quali è stato implementato correttamente il template Bio. Pagina aggiornata al 13 ago 2025. |

## V secolo(1)
- 461 - Rustico di Narbona, monaco cristiano, vescovo e santo francese

## VII secolo(2)
- 664 - Cedda, monaco cristiano e vescovo anglosassone
- 680 - Agato di Alessandria, arcivescovo cristiano orientale egiziano

## VIII secolo(2)
- 760 - Cutberto di Canterbury, arcivescovo
- 791 - Angilramno di Metz, abate e vescovo tedesco

## IX secolo(1)
- 899 - Alfredo il Grande, sovrano

## XII secolo(1)
- 1104 - Giovanni I di Kraichgau, vescovo cattolico tedesco

## XIII secolo(2)
- 1232 - Ranulph de Blondeville, nobile normanno
- 1277 - Mastino I della Scala, condottiero italiano

## XV secolo(3)
- 1440 - Gilles de Rais, generale, criminale e nobile francese
- 1486 - Francesco d'Aragona, principe italiano (n. 1461)
- 1490 - Michele Alberto Carrara, medico e scrittore italiano (n. 1438)

## XVI secolo(11)
- 1524 - Filippo II di Waldeck, nobile tedesco (n. 1453)
- 1532 - Paolo Cappello, politico e generale italiano (n. 1452)
- 1544 - Diego de Agüero, esploratore spagnolo (n. 1511)
- 1544 - Nuño Beltrán de Guzmán, esploratore spagnolo (n. 1490)
- 1550 - Ferdinando d'Aragona, principe italiano (n. 1488)
- 1555 - Olimpia Morata, umanista italiana (n. 1526)
- 1573 - Laurentius Petri, arcivescovo luterano svedese (n. 1499)
- 1576 - Federico III del Palatinato, sovrano tedesco (n. 1515)
- 1580 - Anna d'Asburgo, sovrana (n. 1549)
- 1583 - Pirro Ligorio, architetto, pittore e antiquario italiano
- 1591 - Ascanio de' Mori da Ceno, poeta e militare italiano (n. 1533)

## XVII secolo(20)
- 1604 - Filippo Pigafetta, viaggiatore, militare e letterato italiano (n. 1533)
- 1605 - Flaminio Vacca, scultore italiano (n. 1538)
- 1608 - Valentin Forster, giurista tedesco (n. 1530)
- 1608 - Philipp Nicolai, pastore protestante, poeta e compositore tedesco (n. 1556)
- 1608 - Juan Pantoja de la Cruz, pittore spagnolo (n. 1553)
- 1609 - Matsudaira Tadayori, militare giapponese (n. 1582)
- 1610 - Giuseppe Gagini, orafo italiano
- 1610 - Francesco Vanni, pittore e incisore italiano (n. 1564)
- 1613 - Johann Bauhin, botanico e medico svizzero (n. 1541)
- 1614 - Sibilla di Anhalt, nobile tedesca (n. 1564)
- 1631 - Lewis Bayly, vescovo anglicano e teologo britannico
- 1631 - Catherine de Parthenay, umanista, poeta e mecenate francese (n. 1554)
- 1633 - Horio Tadaharu, militare giapponese (n. 1596)
- 1641 - Orazio Michi dell'Arpa, arpista e compositore italiano
- 1643 - Kasuga no Tsubone, nobile e politica giapponese (n. 1579)
- 1666 - ʿAbbās II, sovrano persiano (n. 1633)
- 1670 - Gerolamo Visconti, vescovo cattolico italiano (n. 1613)
- 1686 - John Egerton, II conte di Bridgewater, nobile inglese (n. 1623)
- 1693 - Coenraad van Beuningen, diplomatico e politico olandese (n. 1622)
- 1694 - Samuel von Pufendorf, giurista e filosofo tedesco (n. 1632)

## XVIII secolo(22)
- 1703 - Ferdinando Guglielmo Eusebio di Schwarzenberg, principe (n. 1652)
- 1706 - Andreas Werckmeister, compositore, organista e teorico della musica tedesco (n. 1645)
- 1711 - Bonaventura da Potenza, presbitero italiano (n. 1651)
- 1715 - Pier Francesco Varchesi, pittore italiano (n. 1635)
- 1717 - Catherine Sedley, nobile britannica (n. 1657)
- 1721 - Giorgio Augusto di Nassau-Idstein, nobile tedesco (n. 1665)
- 1727 - Louis de Sacy, scrittore e avvocato francese (n. 1654)
- 1733 - Antonio Veracini, compositore e violinista italiano (n. 1659)
- 1737 - Rinaldo d'Este, duca italiano (n. 1655)
- 1747 - Bernardino Ignazio Roero di Cortanze, francescano e arcivescovo cattolico italiano (n. 1686)
- 1749 - Louis-Nicolas Clérambault, organista e compositore francese (n. 1676)
- 1751 - Philip Doddridge, teologo inglese (n. 1702)
- 1764 - William Hogarth, pittore e incisore inglese (n. 1697)
- 1765 - Lajos Batthyány, politico ungherese (n. 1696)
- 1772 - Antonio Marino Priuli, cardinale e vescovo cattolico italiano (n. 1700)
- 1776 - Richard Bland, avvocato e politico britannico (n. 1710)
- 1777 - Vittorio Filippo Ferrero-Fieschi, nobile, militare e diplomatico italiano (n. 1713)
- 1779 - Antonio Barbiano di Belgiojoso, nobile e militare italiano (n. 1693)
- 1784 - Sofia Cristina di Anhalt-Bernburg-Schaumburg-Hoym, nobile (n. 1710)
- 1787 - Franz Sigismund Adalbert von Lehrbach, diplomatico, nobile e numismatico tedesco (n. 1729)
- 1791 - Joseph Sperges, avvocato e diplomatico austriaco (n. 1725)
- 1793 - Karl Blank, architetto russo (n. 1728)

## XIX secolo(50)
- 1803 - Ottone Calderari, architetto italiano (n. 1730)
- 1803 - Granville Leveson-Gower, I marchese di Stafford, politico inglese (n. 1721)
- 1805 - Charles-François Delacroix, politico e diplomatico francese (n. 1741)
- 1806 - John Graves Simcoe, militare e politico inglese (n. 1752)
- 1817 - Nikolaus Joseph von Jacquin, medico, chimico e botanico olandese (n. 1727)
- 1820 - Kubo Shunman, artista giapponese (n. 1757)
- 1822 - Mahmud Dramali Pascià, militare e politico albanese
- 1823 - Amalia Cristiana di Baden, nobildonna (n. 1776)
- 1827 - George Herbert, XI conte di Pembroke, nobile, politico e generale britannico (n. 1759)
- 1828 - Albrecht Thaer, agronomo tedesco (n. 1752)
- 1834 - Michele Buniva, medico, veterinario e patriota italiano (n. 1761)
- 1834 - Joseph Marie Dessaix, generale francese (n. 1764)
- 1836 - Cesare Bressa, fisico e medico italiano (n. 1785)
- 1839 - Joseph Franz von Jacquin, medico, botanico e chimico austriaco (n. 1766)
- 1840 - Ercole Silva, nobile, scrittore e architetto del paesaggio italiano (n. 1756)
- 1840 - Nicholas Aylward Vigors, zoologo e politico irlandese (n. 1785)
- 1843 - Johann Christian August Heinroth, medico tedesco (n. 1773)
- 1845 - Carolina Nairne, compositrice scozzese (n. 1766)
- 1849 - Ernest le Pelley (n. 1801)
- 1852 - Vincenzo Gioberti, presbitero, patriota e filosofo italiano (n. 1801)
- 1852 - Ádám Récsey, generale e politico ungherese (n. 1775)
- 1859 - Franz de Paula von Colloredo-Wallsee, diplomatico e nobile austriaco (n. 1799)
- 1859 - Sophonisba Angusciola Peale, ornitologa e artista statunitense (n. 1786)
- 1862 - Maria di Meclemburgo-Schwerin, principessa (n. 1803)
- 1864 - William T. Anderson, criminale statunitense (n. 1839)
- 1867 - Raffaele De Benedetto, patriota italiano (n. 1833)
- 1867 - Andrea Merini, presbitero e politico italiano (n. 1799)
- 1868 - Wilhelm Griesinger, neurologo e psichiatra tedesco (n. 1817)
- 1870 - Thomas Anderson, botanico, medico e esploratore scozzese (n. 1832)
- 1871 - Robert Anderson, generale statunitense (n. 1805)
- 1871 - Thomas Ewing, avvocato e politico statunitense (n. 1789)
- 1872 - Ottilie von Goethe, scrittrice e nobile tedesca (n. 1796)
- 1874 - Peter Cornelius, compositore e poeta tedesco (n. 1824)
- 1874 - Vittoria Giorni, religiosa italiana (n. 1793)
- 1876 - Anton von Prokesch-Osten, diplomatico, politico e numismatico austriaco (n. 1795)
- 1877 - Carl Ferdinand Becker, musicista, compositore e organista tedesco (n. 1804)
- 1879 - Andreas Aagesen, giurista danese (n. 1826)
- 1879 - Teresa Berra, patriota italiana (n. 1804)
- 1879 - Angelina Grimké, attivista statunitense (n. 1805)
- 1881 - Billy Clanton, pistolero statunitense (n. 1862)
- 1881 - Frank McLaury, pistolero statunitense (n. 1848)
- 1881 - Tom McLaury, pistolero statunitense (n. 1853)
- 1882 - Giuseppe Vayra, militare italiano (n. 1813)
- 1884 - Biagio Verri, religioso e attivista italiano (n. 1819)
- 1886 - Lat Dior, sovrano senegalese (n. 1842)
- 1890 - Carlo Collodi, scrittore e giornalista italiano (n. 1826)
- 1892 - Bernhard Windscheid, giurista tedesco (n. 1817)
- 1893 - Franz Grashof, ingegnere tedesco (n. 1826)
- 1895 - Robert Brown, scienziato, esploratore e scrittore scozzese (n. 1842)
- 1897 - Luigi Amici, scultore italiano (n. 1817)

## XX secolo(249)
- 1901 - Alfred Tysoe, mezzofondista britannico (n. 1874)
- 1902 - Elizabeth Cady Stanton, attivista statunitense (n. 1815)
- 1903 - Victorin de Joncières, compositore e critico musicale francese (n. 1839)
- 1904 - Achille Afan de Rivera, generale e politico italiano (n. 1842)
- 1906 - Johann Dzierzon, entomologo e zoologo polacco (n. 1811)
- 1906 - Friedrich Adolph Sorge, rivoluzionario tedesco (n. 1828)
- 1907 - Charles Van Lerberghe, poeta, drammaturgo e scrittore belga (n. 1861)
- 1908 - Demetrio Diamilla, numismatico, agente segreto e astronomo italiano (n. 1826)
- 1908 - Aleksandr Pavlovič Lenskij, attore, regista teatrale e docente russo (n. 1847)
- 1908 - François-Désiré Mathieu, cardinale e arcivescovo cattolico francese (n. 1839)
- 1909 - Theodore Ayrault Dodge, ufficiale, storico e imprenditore statunitense (n. 1842)
- 1909 - Oliver O. Howard, generale statunitense (n. 1830)
- 1909 - Itō Hirobumi, politico giapponese (n. 1841)
- 1909 - Rocco Racco, mafioso italiano (n. 1868)
- 1910 - Allen D. Candler, politico e storico statunitense (n. 1834)
- 1911 - Enrico Molaschi, musicista e cantante italiano (n. 1823)
- 1911 - Giuseppe Orsi, militare italiano (n. 1885)
- 1911 - Paolo Solaroli di Briona, militare italiano (n. 1874)
- 1911 - Pietro Verri, militare e agente segreto italiano (n. 1868)
- 1912 - Henry B. Carrington, militare statunitense (n. 1824)
- 1913 - Celina Chludzińska Borzęcka, religiosa polacca (n. 1833)
- 1915 - Adolfo Gnecco, calciatore italiano (n. 1891)
- 1916 - Francesco Caggiani, militare italiano (n. 1895)
- 1917 - Giuseppe Bortolotti, militare italiano (n. 1893)
- 1917 - Ottavio Caiazzo, militare italiano (n. 1891)
- 1917 - Alessandro Casali, militare italiano (n. 1894)
- 1917 - Georges Demenÿ, fotografo, inventore e ginnasta francese (n. 1850)
- 1917 - Giuseppe Silicani, militare italiano (n. 1881)
- 1918 - Antonio Allegretti, scultore italiano (n. 1840)
- 1918 - Oliver von Beaulieu-Marconnay, aviatore e ufficiale tedesco (n. 1898)
- 1918 - Vittorio Leonardi, militare italiano (n. 1895)
- 1918 - Vincenzo Zerboglio, militare italiano (n. 1898)
- 1919 - Rachel Foster Avery, attivista statunitense (n. 1858)
- 1919 - Marie Empress, attrice britannica (n. 1884)
- 1919 - Angelo Roth, medico e politico italiano (n. 1855)
- 1919 - Celestino Schiaparelli, arabista e linguista italiano (n. 1841)
- 1921 - Gustave Léon Niox, generale francese (n. 1840)
- 1923 - Charles Proteus Steinmetz, scienziato e matematico tedesco (n. 1865)
- 1924 - Luigi Pelloux, generale e politico italiano (n. 1839)
- 1925 - John Robertson Henderson, zoologo e antiquario britannico (n. 1863)
- 1926 - Annie Speirs, nuotatrice britannica (n. 1889)
- 1927 - Albert Champion, ciclista su strada e pistard francese (n. 1878)
- 1927 - Hermann Muthesius, architetto tedesco (n. 1861)
- 1929 - Aby Warburg, storico dell'arte e critico d'arte tedesco (n. 1866)
- 1930 - Michel Borisowski, ciclista su strada e pistard belga (n. 1871)
- 1930 - Jean Claude Nicolas Forestier, architetto francese (n. 1861)
- 1930 - Harry Payne Whitney, imprenditore statunitense (n. 1872)
- 1931 - John Isaac Briquet, botanico svizzero (n. 1870)
- 1931 - Charles Comiskey, giocatore di baseball, allenatore di baseball e dirigente sportivo statunitense (n. 1859)
- 1932 - Margaret Brown, filantropa, attivista e attrice statunitense (n. 1867)
- 1932 - Gilda Ruta, pianista e compositrice italiana (n. 1853)
- 1933 - Jerzy Bardziński, militare e bobbista polacco (n. 1892)
- 1933 - José Malhoa, pittore portoghese (n. 1855)
- 1934 - Valentine Hall, tennista statunitense (n. 1867)
- 1934 - Maria Rutgers-Hoitsema, educatrice olandese (n. 1847)
- 1935 - Giuseppe Romeo, vescovo cattolico italiano (n. 1870)
- 1936 - Alfonso Bertoldi, scrittore italiano (n. 1861)
- 1936 - Alberto Liri, militare italiano (n. 1912)
- 1937 - Avedis Bedros XIV Arpiarian, patriarca cattolico armeno (n. 1856)
- 1937 - Elvira Guerra, cavallerizza e circense italiana (n. 1855)
- 1937 - Pierre Waidmann, pittore e scultore francese (n. 1860)
- 1940 - Julius Thomson, canottiere canadese (n. 1882)
- 1941 - Maša Bruskina, infermiera bielorussa (n. 1924)
- 1941 - Arkadij Petrovič Gajdar, scrittore sovietico (n. 1904)
- 1941 - Victor Schertzinger, compositore, sceneggiatore e regista statunitense (n. 1890)
- 1941 - Jorge del Moral, compositore e pianista messicano (n. 1900)
- 1942 - Alfredo Capece Minutolo di Bugnano, politico italiano (n. 1871)
- 1942 - Tom Coe, pallanuotista britannico (n. 1873)
- 1942 - Pietro Milano Franco d'Aragona, magistrato e politico italiano (n. 1853)
- 1942 - Shigeharu Murata, aviatore e militare giapponese (n. 1909)
- 1942 - Dario Ponzecchi, militare italiano (n. 1914)
- 1942 - Costantino Ruspoli, militare italiano (n. 1891)
- 1943 - Aurel Stein, archeologo britannico (n. 1862)
- 1944 - Beatrice di Sassonia-Coburgo-Gotha, principessa britannica (n. 1857)
- 1944 - Sandro Cabassi, partigiano italiano (n. 1925)
- 1944 - Hiroyoshi Nishizawa, aviatore giapponese (n. 1920)
- 1944 - Carl von Noorden, patologo tedesco (n. 1858)
- 1944 - William Temple, arcivescovo anglicano e teologo inglese (n. 1881)
- 1945 - Garrett Fort, scrittore, sceneggiatore e drammaturgo statunitense (n. 1900)
- 1945 - Paul Pelliot, linguista, sinologo e esploratore francese (n. 1878)
- 1945 - Raymond Suvigny, sollevatore francese (n. 1903)
- 1946 - Jules Brulatour, produttore cinematografico statunitense (n. 1870)
- 1946 - Iōannīs Rallīs, politico greco (n. 1878)
- 1946 - Otto Georg Thierack, politico tedesco (n. 1889)
- 1948 - Elsa Ehrich, militare tedesca (n. 1914)
- 1948 - Josif Papamihali, presbitero albanese (n. 1912)
- 1948 - Gino Rossini, politico e partigiano italiano (n. 1900)
- 1949 - Egil Brenna Lund, calciatore norvegese (n. 1903)
- 1949 - Emil Liston, giocatore di baseball, allenatore di baseball e allenatore di pallacanestro statunitense (n. 1890)
- 1951 - Umberto Grilli, politico italiano (n. 1882)
- 1951 - Charles Lapworth, giornalista, attivista e sceneggiatore britannico (n. 1878)
- 1951 - Herbert Lindström, tiratore di fune svedese (n. 1886)
- 1951 - Angelo Pugnani, militare e politico italiano (n. 1870)
- 1952 - Myrtle McAteer, tennista statunitense (n. 1878)
- 1952 - Hattie McDaniel, attrice e cantante statunitense (n. 1893)
- 1953 - Tom Reece, giocatore di snooker gallese (n. 1873)
- 1954 - Josef Sloup, calciatore cecoslovacco (n. 1897)
- 1955 - Ora Carew, attrice statunitense (n. 1893)
- 1955 - Enrico Del Torso, fotografo italiano (n. 1876)
- 1955 - François-Léon Lévêque, generale francese (n. 1870)
- 1956 - Walter Gieseking, pianista e compositore francese (n. 1895)
- 1956 - Alice Greene, tennista britannica (n. 1879)
- 1956 - Otto Scheff, nuotatore, pallanuotista e politico austriaco (n. 1889)
- 1957 - Iosif Bartha, calciatore rumeno (n. 1902)
- 1957 - Gerty Theresa Cori, biochimica ceca (n. 1896)
- 1957 - Nikos Kazantzakis, scrittore, poeta e saggista greco (n. 1883)
- 1957 - Henry Augustus Pilsbry, biologo statunitense (n. 1862)
- 1957 - Edward Cecil Tattersall, compositore di scacchi britannico (n. 1877)
- 1957 - Domenico Viglione Borghese, baritono e attore italiano (n. 1877)
- 1958 - László Hudec, architetto slovacco (n. 1893)
- 1958 - Cesare Magistrini, ufficiale e aviatore italiano (n. 1895)
- 1958 - Ivo Štakula, pallanuotista jugoslavo (n. 1923)
- 1959 - Eduardo Bianco, compositore, violinista e direttore d'orchestra argentino (n. 1892)
- 1959 - Ernst Fast, maratoneta svedese (n. 1881)
- 1959 - Gennaro Hayasaka, vescovo cattolico giapponese (n. 1883)
- 1959 - Pedro Hugo López, calciatore cileno (n. 1927)
- 1959 - Nikolaus von Vormann, generale tedesco (n. 1895)
- 1960 - Pat Ballard, compositore e paroliere statunitense (n. 1899)
- 1960 - Toshizō Nishio, militare giapponese (n. 1881)
- 1960 - Erik Peterson, storico tedesco (n. 1890)
- 1960 - Pavel Petrovič Petrov-Bytov, regista e sceneggiatore russo (n. 1895)
- 1961 - Sadae Inoue, generale giapponese (n. 1886)
- 1961 - Gastone Martelli, calciatore italiano (n. 1908)
- 1961 - Milan Stojadinović, politico e economista jugoslavo (n. 1888)
- 1961 - Michele Troisi, politico italiano (n. 1906)
- 1962 - Louise Beavers, attrice statunitense (n. 1902)
- 1962 - Tarcisio Bedini, pittore italiano (n. 1929)
- 1962 - Silvio De Nicolai, calciatore italiano (n. 1897)
- 1962 - Armand Isaac-Bénédic, giocatore di curling francese (n. 1875)
- 1962 - Domenico Tripepi, avvocato e politico italiano (n. 1889)
- 1963 - Sverre Jensen, calciatore norvegese (n. 1893)
- 1964 - Eric Edgar Cooke, serial killer australiano (n. 1931)
- 1964 - Francesco Maria Dominedò, politico italiano (n. 1903)
- 1964 - Agnes Miegel, scrittrice, poetessa e giornalista tedesca (n. 1879)
- 1964 - Mario Paggi, giornalista e politico italiano (n. 1902)
- 1966 - Alma Cogan, cantante britannica (n. 1932)
- 1966 - Dolf Scheeffer, calciatore olandese (n. 1907)
- 1968 - Sergej Natanovič Bernštejn, matematico e statistico sovietico (n. 1880)
- 1968 - Giuliano Cora, diplomatico italiano (n. 1884)
- 1968 - Jean Hyppolite, filosofo francese (n. 1907)
- 1968 - Clare Winger Harris, scrittrice statunitense (n. 1891)
- 1969 - Nicolás Perchicot, attore spagnolo (n. 1884)
- 1969 - Sig Slater, hockeista su ghiaccio canadese (n. 1897)
- 1970 - Kid Kaplan, pugile statunitense (n. 1901)
- 1970 - Marcel Minnaert, astronomo belga (n. 1893)
- 1971 - Gian Claudio Gherardini, generale italiano (n. 1895)
- 1971 - Robert Gordon, attore statunitense (n. 1895)
- 1972 - Joe Cottrill, mezzofondista britannico (n. 1888)
- 1972 - Adolfo Orsi, imprenditore italiano (n. 1888)
- 1972 - Igor Sikorsky, ingegnere, pioniere dell'aviazione e imprenditore russo (n. 1889)
- 1973 - James Bell, attore statunitense (n. 1891)
- 1973 - José Borgatti, vescovo cattolico argentino (n. 1891)
- 1973 - Semën Michajlovič Budënnyj, generale e politico sovietico (n. 1883)
- 1973 - Veludo, calciatore brasiliano (n. 1930)
- 1974 - Fahrettin Altay, generale e politico turco (n. 1880)
- 1974 - Luigi Astore, compositore e arrangiatore italiano (n. 1906)
- 1974 - Paul Frankeur, attore francese (n. 1905)
- 1974 - Amedeo Rubeo, politico italiano (n. 1909)
- 1976 - Arrigo Benedetti, giornalista, scrittore e partigiano italiano (n. 1910)
- 1976 - Deryck Cooke, musicologo, compositore e conduttore radiofonico inglese (n. 1919)
- 1976 - Spartaco Marchi, baritono italiano (n. 1891)
- 1976 - Francesco Savio, critico cinematografico, regista e sceneggiatore italiano (n. 1925)
- 1977 - Aleksandr Božko, sollevatore sovietico (n. 1915)
- 1977 - Elisabeth Flickenschildt, attrice tedesca (n. 1905)
- 1977 - Alma Hanlon, attrice statunitense (n. 1890)
- 1978 - Alexander Gerschenkron, economista russo (n. 1904)
- 1979 - Park Chung-hee, politico e generale sudcoreano (n. 1917)
- 1980 - Władysław Lis, astronomo polacco (n. 1911)
- 1980 - Emilia Mariottini, politica italiana (n. 1897)
- 1980 - Per-Olof Östrand, nuotatore svedese (n. 1930)
- 1980 - Ján Pöstényi, presbitero, saggista e editore slovacco (n. 1891)
- 1980 - Luigi Vagnetti, architetto italiano (n. 1915)
- 1980 - Marcello Caetano, politico portoghese (n. 1906)
- 1981 - Glenn Anders, attore statunitense (n. 1889)
- 1982 - Pietro Accorsi, antiquario italiano (n. 1891)
- 1982 - Giovanni Benelli, cardinale e arcivescovo cattolico italiano (n. 1921)
- 1982 - Louis Dufour, hockeista su ghiaccio svizzero (n. 1901)
- 1982 - Edmund Majowski, allenatore di calcio e calciatore polacco (n. 1910)
- 1982 - Valerio Zurlini, regista e sceneggiatore italiano (n. 1926)
- 1983 - Patrick Kinser-Lau, attore teatrale e cantante statunitense (n. 1953)
- 1983 - Mike Michalske, giocatore di football americano statunitense (n. 1903)
- 1983 - Giovanni Mosca, giornalista, umorista e illustratore italiano (n. 1908)
- 1983 - Luigina Perversi, ginnasta italiana (n. 1914)
- 1983 - Rodolfo Siviero, agente segreto e storico dell'arte italiano (n. 1911)
- 1983 - Alfred Tarski, matematico, logico e filosofo polacco (n. 1902)
- 1984 - Mark Kac, matematico e statistico polacco (n. 1914)
- 1985 - Clelia Vannucchi Pedani, pittrice e scultrice italiana (n. 1900)
- 1986 - Arne Andersen, calciatore norvegese (n. 1900)
- 1986 - Lawrence Fertig, giornalista, economista e pubblicitario statunitense (n. 1898)
- 1986 - Gilda Pansiotti, pittrice italiana (n. 1891)
- 1986 - Jackson Scholz, velocista statunitense (n. 1897)
- 1987 - Giuseppe Alliegro, scrittore, poeta e giornalista italiano (n. 1916)
- 1987 - Aldo Boffi, calciatore italiano (n. 1915)
- 1987 - Robert Allen Dyer, botanico sudafricano (n. 1900)
- 1987 - Bjørge Lillelien, giornalista norvegese (n. 1927)
- 1987 - Adam Wolanin, calciatore polacco (n. 1919)
- 1988 - August Ibach, calciatore svizzero (n. 1918)
- 1989 - Charles J. Pedersen, chimico statunitense (n. 1904)
- 1989 - Anders Rydberg, calciatore svedese (n. 1903)
- 1989 - Radoslav Sís, cestista e allenatore di pallacanestro cecoslovacco (n. 1928)
- 1990 - Lawrence Andreasen, tuffatore statunitense (n. 1945)
- 1990 - Robert Antelme, poeta, scrittore e partigiano francese (n. 1917)
- 1990 - Carolin van Bergen, attrice e doppiatrice tedesca (n. 1964)
- 1990 - Ödön Lendvay, cestista ungherese (n. 1943)
- 1990 - William S. Paley, imprenditore statunitense (n. 1901)
- 1991 - Georges Roland, astronomo e tennistavolista belga (n. 1922)
- 1991 - Enrique Sorrel, calciatore cileno (n. 1912)
- 1992 - Eugenijus Nikolskis, cestista e tennistavolista lituano (n. 1917)
- 1993 - Everett Dean, giocatore di baseball, cestista e allenatore di baseball statunitense (n. 1898)
- 1993 - Maurice Henry Dorman, politico britannico (n. 1912)
- 1993 - Albert Hyzler, politico maltese (n. 1916)
- 1993 - Oro, wrestler messicano (n. 1971)
- 1993 - Oscar Scaglietti, chirurgo italiano (n. 1906)
- 1994 - Michela Fanini, ciclista su strada italiana (n. 1973)
- 1994 - Wilbert Harrison, cantante e musicista statunitense (n. 1929)
- 1994 - Herbert Holba, regista austriaco (n. 1932)
- 1994 - Tutta Rolf, attrice norvegese (n. 1907)
- 1995 - Raoul Giraudo, calciatore francese (n. 1932)
- 1995 - Gorni Kramer, direttore d'orchestra, compositore e arrangiatore italiano (n. 1913)
- 1995 - Vera Lombardi, politica italiana (n. 1904)
- 1995 - Melvin Rees, serial killer statunitense (n. 1928)
- 1995 - Fathi Shaqaqi, politico palestinese (n. 1951)
- 1996 - María Alba, attrice spagnola (n. 1910)
- 1996 - Mario Cenci, musicista, compositore e paroliere italiano (n. 1928)
- 1996 - Aurelio Chessa, anarchico, giornalista e storico italiano (n. 1913)
- 1996 - Henri Lepage, schermidore francese (n. 1908)
- 1996 - Bruno Polli, violinista italiano (n. 1916)
- 1996 - Giovanni Battista Zuddas, pugile italiano (n. 1928)
- 1997 - Walter Chielli, sindacalista e politico italiano (n. 1925)
- 1997 - Orazio Gavioli, giornalista italiano (n. 1934)
- 1997 - Antonio Pellicanò, politico italiano (n. 1912)
- 1998 - Ofélia Anunciato, cuoca, conduttrice televisiva e scrittrice brasiliana (n. 1924)
- 1998 - José Cardoso Pires, drammaturgo e scrittore portoghese (n. 1925)
- 1998 - Paolo Fossati, critico d'arte italiano (n. 1938)
- 1998 - Guido Giustiniano, religioso, teologo e giurista italiano (n. 1941)
- 1998 - Kenkichi Iwasawa, matematico giapponese (n. 1917)
- 1998 - Terry Thomas, cestista statunitense (n. 1953)
- 1999 - Hoyt Axton, attore, compositore e cantante statunitense (n. 1938)
- 1999 - Rex Gildo, cantante, attore e showman tedesco (n. 1936)
- 1999 - Christiane Jaccottet, pianista e clavicembalista svizzera (n. 1937)
- 1999 - Nathan Mann, pugile statunitense (n. 1915)
- 1999 - Nino Marinone, filologo classico italiano (n. 1918)
- 1999 - Abraham Polonsky, regista, sceneggiatore e scrittore statunitense (n. 1910)
- 1999 - Giovanni Tavoletti, calciatore italiano (n. 1915)
- 2000 - Alberto Demiddi, canottiere argentino (n. 1944)
- 2000 - Muriel Evans, attrice statunitense (n. 1910)
- 2000 - Laila Kinnunen, cantante finlandese (n. 1939)
- 2000 - Michael Rawson, mezzofondista britannico (n. 1934)
- 2000 - Valentine Namio Sengebau, poeta palauano (n. 1939)

## XXI secolo(129)
- 2001 - Corrado Cavazza, calciatore italiano (n. 1913)
- 2001 - Eugene Jackson, attore statunitense (n. 1916)
- 2001 - Elizabeth Jennings, poetessa britannica (n. 1926)
- 2001 - Jerry Solomon, politico statunitense (n. 1930)
- 2002 - Lucio Benaglia, politico italiano (n. 1922)
- 2002 - Carlo Cerri, politico italiano (n. 1922)
- 2002 - Alfons Cucó, storico, politico e scrittore spagnolo (n. 1941)
- 2002 - Jacques Massu, generale francese (n. 1908)
- 2002 - Stuart Townend, politico, ufficiale e velocista britannico (n. 1909)
- 2003 - Johnny Boyd, pilota automobilistico statunitense (n. 1926)
- 2003 - Tone Ferenc, partigiano e storico sloveno (n. 1927)
- 2003 - Leonid Filatov, attore e regista sovietico (n. 1946)
- 2003 - Ėlem Germanovič Klimov, regista russo (n. 1933)
- 2003 - Heinz Piontek, poeta, scrittore e traduttore tedesco (n. 1925)
- 2003 - Jürgen Simon, pistard tedesco (n. 1938)
- 2003 - Vigen, attore e cantante iraniano (n. 1929)
- 2004 - Albino Alverà, sciatore alpino e alpinista italiano (n. 1923)
- 2004 - Librado Rodríguez, calciatore paraguaiano (n. 1957)
- 2004 - Ricardo Odnoposoff, violinista argentino (n. 1914)
- 2004 - Fred Paine, cestista statunitense (n. 1925)
- 2005 - Carlo Giustini, attore italiano (n. 1916)
- 2005 - Jany Holt, attrice rumena (n. 1909)
- 2005 - Julio César Re, cestista paraguaiano (n. 1931)
- 2005 - George Swindin, allenatore di calcio e calciatore inglese (n. 1914)
- 2005 - Rong Yiren, politico e imprenditore cinese (n. 1916)
- 2006 - Giovanni Godoli, astronomo italiano (n. 1927)
- 2006 - Pontus Hultén, storico dell'arte svedese (n. 1924)
- 2006 - Kintaro Ohki, wrestler sudcoreano (n. 1929)
- 2006 - Rita Thermes, illustratrice e pittrice italiana (n. 1923)
- 2007 - Nicolae Dobrin, allenatore di calcio e calciatore rumeno (n. 1947)
- 2007 - Aleksandr Feklisov, agente segreto sovietico (n. 1914)
- 2007 - Edgardo González, calciatore uruguaiano (n. 1936)
- 2007 - Arthur Kornberg, biochimico statunitense (n. 1918)
- 2007 - Bernard L. Kowalski, regista statunitense (n. 1929)
- 2008 - Juan Ayra, calciatore cubano (n. 1911)
- 2008 - Delfino Borroni, militare e supercentenario italiano (n. 1898)
- 2008 - Gerard Damiano, regista statunitense (n. 1928)
- 2008 - Gábor Delneky, schermidore ungherese (n. 1932)
- 2008 - Tony Hillerman, scrittore statunitense (n. 1925)
- 2008 - Mikael Imru, politico etiope (n. 1929)
- 2008 - S.D. Jones, wrestler antiguo-barbudano (n. 1945)
- 2008 - László Kósa, calciatore e giocatore di calcio a 5 ungherese (n. 1961)
- 2008 - Alfonso Martucci, avvocato e politico italiano (n. 1933)
- 2008 - Pablo Montes, velocista cubano (n. 1947)
- 2008 - Michele Piccirillo, francescano e archeologo italiano (n. 1944)
- 2008 - Stacey Tendeter, attrice britannica (n. 1949)
- 2009 - Jean-François Bergier, storico svizzero (n. 1931)
- 2009 - Yoshirō Muraki, scenografo, costumista e direttore artistico giapponese (n. 1924)
- 2010 - Marco Binda, cestista italiano (n. 1942)
- 2010 - Vincenzo Giummarra, politico italiano (n. 1923)
- 2010 - Stan Heath, giocatore di football americano statunitense (n. 1927)
- 2010 - Dario Mairano, fumettista italiano (n. 1953)
- 2010 - Romeu Tuma, politico brasiliano (n. 1931)
- 2010 - Ciro Vigorito, dirigente sportivo, giornalista e imprenditore italiano (n. 1939)
- 2011 - Max Kuatty, artista, pittore e scultore italiano (n. 1930)
- 2011 - Roman Kukleta, calciatore cecoslovacco (n. 1964)
- 2011 - Jaropolk Leonidovič Lapšin, regista sovietico (n. 1920)
- 2012 - Vincenzo Baldassi, politico, giornalista e partigiano italiano (n. 1924)
- 2012 - Luigi Dadda, informatico e ingegnere italiano (n. 1923)
- 2012 - John M. Johansen, architetto statunitense (n. 1916)
- 2012 - Eloy Gutiérrez Menoyo, rivoluzionario e guerrigliero spagnolo (n. 1934)
- 2012 - Naoki Miyamoto, goista giapponese (n. 1934)
- 2012 - Sergio Nuti, montatore e regista italiano (n. 1945)
- 2012 - Björn Sieber, sciatore alpino austriaco (n. 1989)
- 2013 - Matteo Graziano, politico italiano (n. 1941)
- 2014 - Genpei Akasegawa, artista giapponese (n. 1937)
- 2014 - Mo Collins, giocatore di football americano statunitense (n. 1976)
- 2014 - Remo Lugli, giornalista e scrittore italiano (n. 1920)
- 2014 - Senzo Meyiwa, calciatore sudafricano (n. 1987)
- 2014 - Oscar Orefici, giornalista, scrittore e autore televisivo italiano (n. 1946)
- 2014 - Nikola Părčanov, calciatore bulgaro (n. 1934)
- 2014 - Nerino Rossi, scrittore, giornalista e politico italiano (n. 1925)
- 2014 - Lucio Sangermano, velocista italiano (n. 1932)
- 2014 - Antonio Terenghi, fumettista italiano (n. 1921)
- 2014 - Bob Wood, cestista statunitense (n. 1921)
- 2015 - Willis Carto, politico statunitense (n. 1926)
- 2015 - Bruno Fael, pittore e scultore italiano (n. 1935)
- 2015 - Leo Kadanoff, fisico statunitense (n. 1937)
- 2015 - David Rodriguez, attore e poeta statunitense (n. 1952)
- 2016 - Giuseppe Alessandrini, compositore italiano (n. 1923)
- 2016 - Rita Bentley, tennista e hockeista su prato britannica (n. 1931)
- 2016 - Ali Hussein, calciatore iracheno (n. 1961)
- 2016 - Dieter Kurrat, calciatore tedesco (n. 1942)
- 2016 - Luciano Rispoli, conduttore televisivo, autore televisivo e conduttore radiofonico italiano (n. 1932)
- 2016 - Ezio Santarelli, politico italiano (n. 1921)
- 2016 - Samuele Schiavina, ciclista su strada italiano (n. 1971)
- 2017 - Ed Laschuk, cestista canadese (n. 1934)
- 2017 - Alan Scholefield, scrittore sudafricano (n. 1931)
- 2018 - Manuel Garriga, calciatore francese (n. 1925)
- 2018 - João W. Nery, psicologo, scrittore e attivista brasiliano (n. 1950)
- 2018 - Victor Wartel, ciclista su strada belga (n. 1931)
- 2019 - Paul Barrere, musicista statunitense (n. 1948)
- 2019 - Enriqueta Basilio, velocista e ostacolista messicana (n. 1948)
- 2019 - Robert Evans, produttore cinematografico, attore e produttore televisivo statunitense (n. 1930)
- 2019 - Gordon French, informatico statunitense (n. 1935)
- 2019 - Maurizio Graf, cantante italiano (n. 1941)
- 2020 - Richard Adjei, bobbista, giocatore di football americano e pallamanista tedesco (n. 1983)
- 2020 - Giuseppe Brescia, filosofo italiano (n. 1945)
- 2020 - Domenico Cianfriglia, attore e stuntman italiano (n. 1938)
- 2020 - Jim Iverson, cestista e allenatore di pallacanestro statunitense (n. 1930)
- 2020 - Eddie Johnson, cestista statunitense (n. 1955)
- 2020 - Giuseppe Mauso, ciclista su strada italiano (n. 1932)
- 2021 - Giovan Battista Benvenuto, calciatore e allenatore di calcio italiano (n. 1942)
- 2021 - Gilberto Braga, sceneggiatore e autore televisivo brasiliano (n. 1945)
- 2021 - Linda Carlson, attrice statunitense (n. 1945)
- 2021 - Umberto Colombo, calciatore italiano (n. 1933)
- 2021 - Bruce Flick, cestista australiano (n. 1933)
- 2021 - Ludovica Modugno, attrice, doppiatrice e direttrice del doppiaggio italiana (n. 1949)
- 2021 - Lil Terselius, attrice svedese (n. 1944)
- 2021 - Roh Tae-woo, generale e politico sudcoreano (n. 1932)
- 2021 - Uri Rubin, arabista e islamista israeliano (n. 1944)
- 2021 - Carla Simoncelli, montatrice italiana
- 2021 - Walter Smith, calciatore, allenatore di calcio e dirigente sportivo scozzese (n. 1948)
- 2021 - Antonia Terzi, ingegnera italiana (n. 1971)
- 2022 - Mashallah Abdullayev, militare, insegnante e politico azero (n. 1950)
- 2022 - Franco Fayenz, critico musicale, musicologo e giornalista italiano (n. 1930)
- 2022 - Lia Origoni, attrice e cantante italiana (n. 1919)
- 2022 - Julie Powell, scrittrice e blogger statunitense (n. 1973)
- 2022 - James Roose-Evans, regista teatrale, direttore artistico e attore britannico (n. 1927)
- 2023 - Guy Camberabero, rugbista a 15 francese (n. 1936)
- 2023 - Jérôme Christ, cestista francese (n. 1938)
- 2023 - Baruch Mordechai Ezrachi, rabbino israeliano (n. 1929)
- 2023 - Goa Gil, disc jockey statunitense (n. 1951)
- 2023 - Richard Moll, attore statunitense (n. 1943)
- 2023 - Judy Nugent, attrice statunitense (n. 1940)
- 2023 - Bruno Prosdocimi, pittore, disegnatore e fumettista italiano (n. 1936)
- 2023 - Bingo Smith, cestista statunitense (n. 1946)
- 2024 - Marisa Bartoli, attrice italiana (n. 1942)
- 2024 - Kelsey Lewis, attrice statunitense (n. 1995)

## Senza anno specificato(4)
- Antonio d'Alessandro, diplomatico italiano
- Fulco di Deuil, religioso francese
- Nergizev Hanim, nobile ottomana (n. 1830)
- Urraca Alfonso di Castiglia, regina